# Ваньчай
Не путать с уездом Ваньцзай в китайской провинции Цзянси.

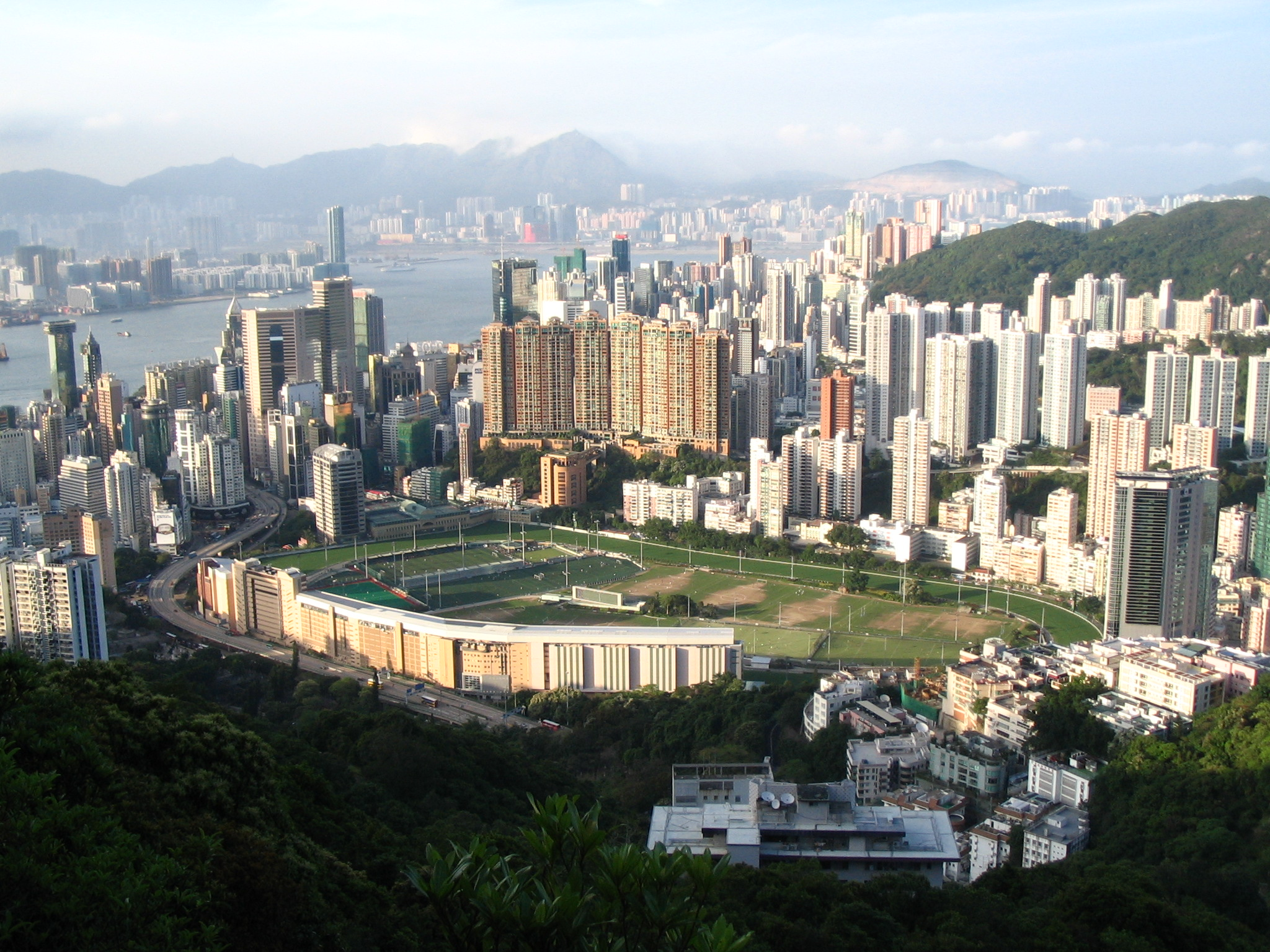
Ван-Чай

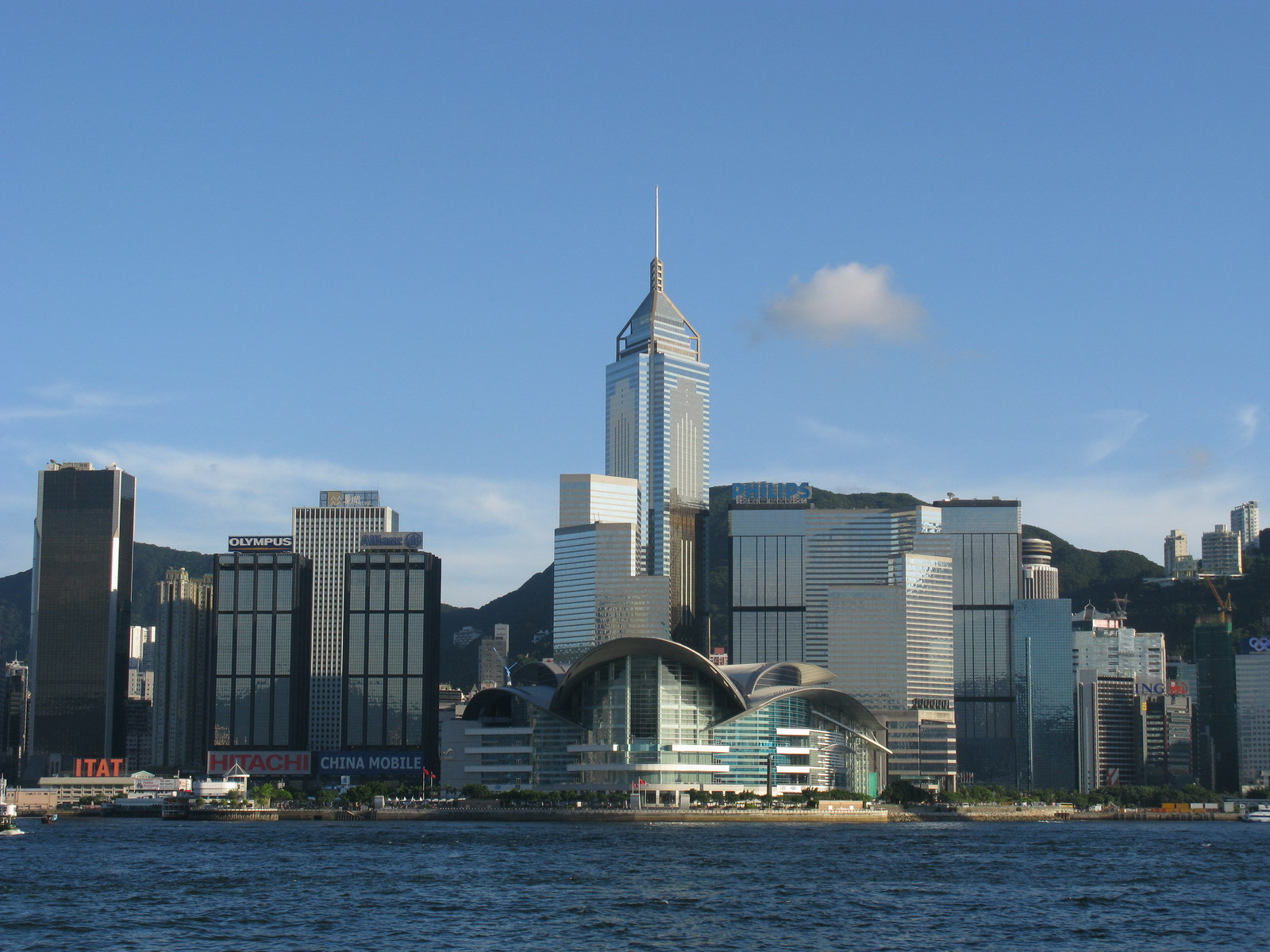
Ван-Чай

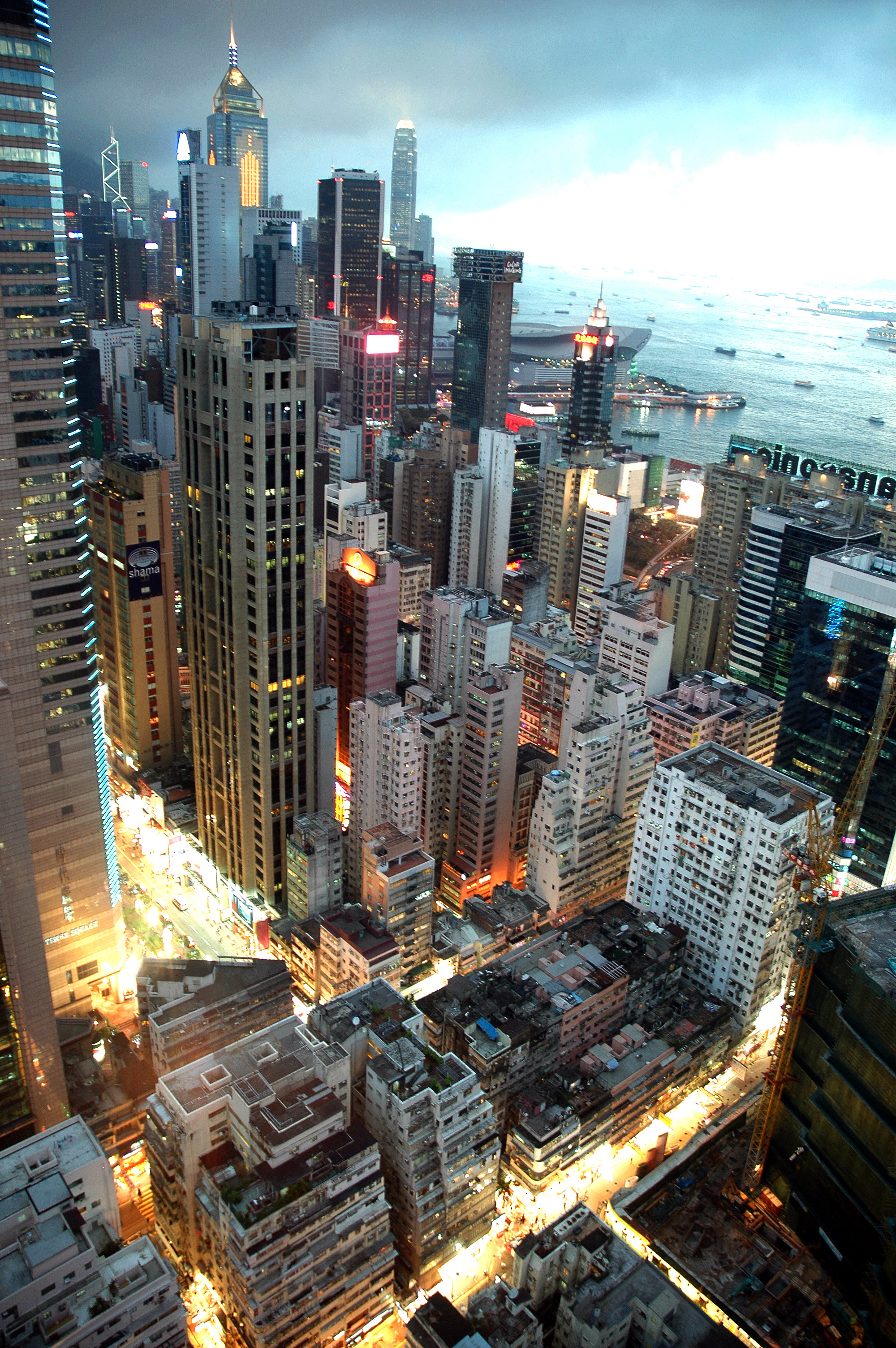
Ван-Чай

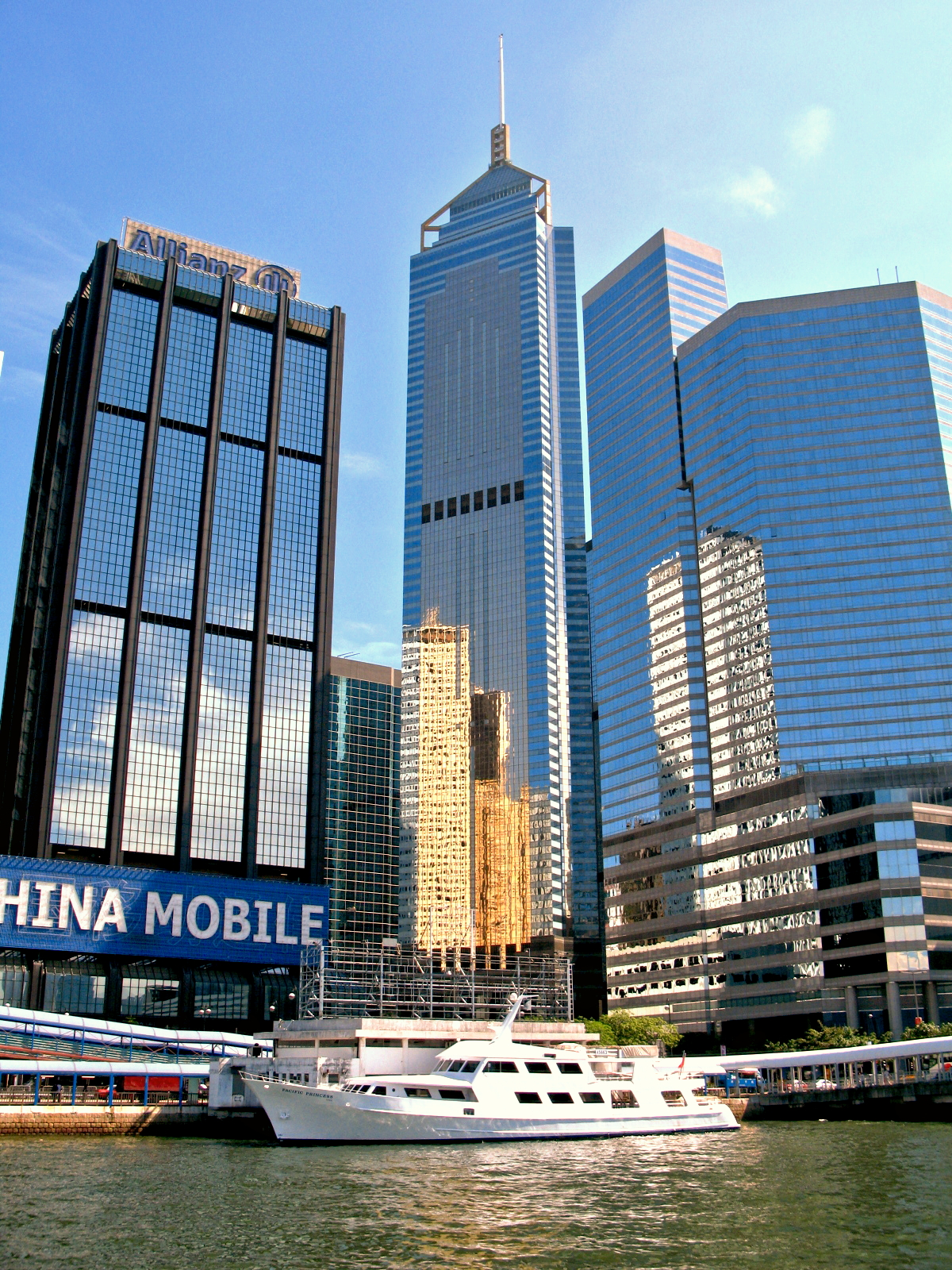
Ван-Чай

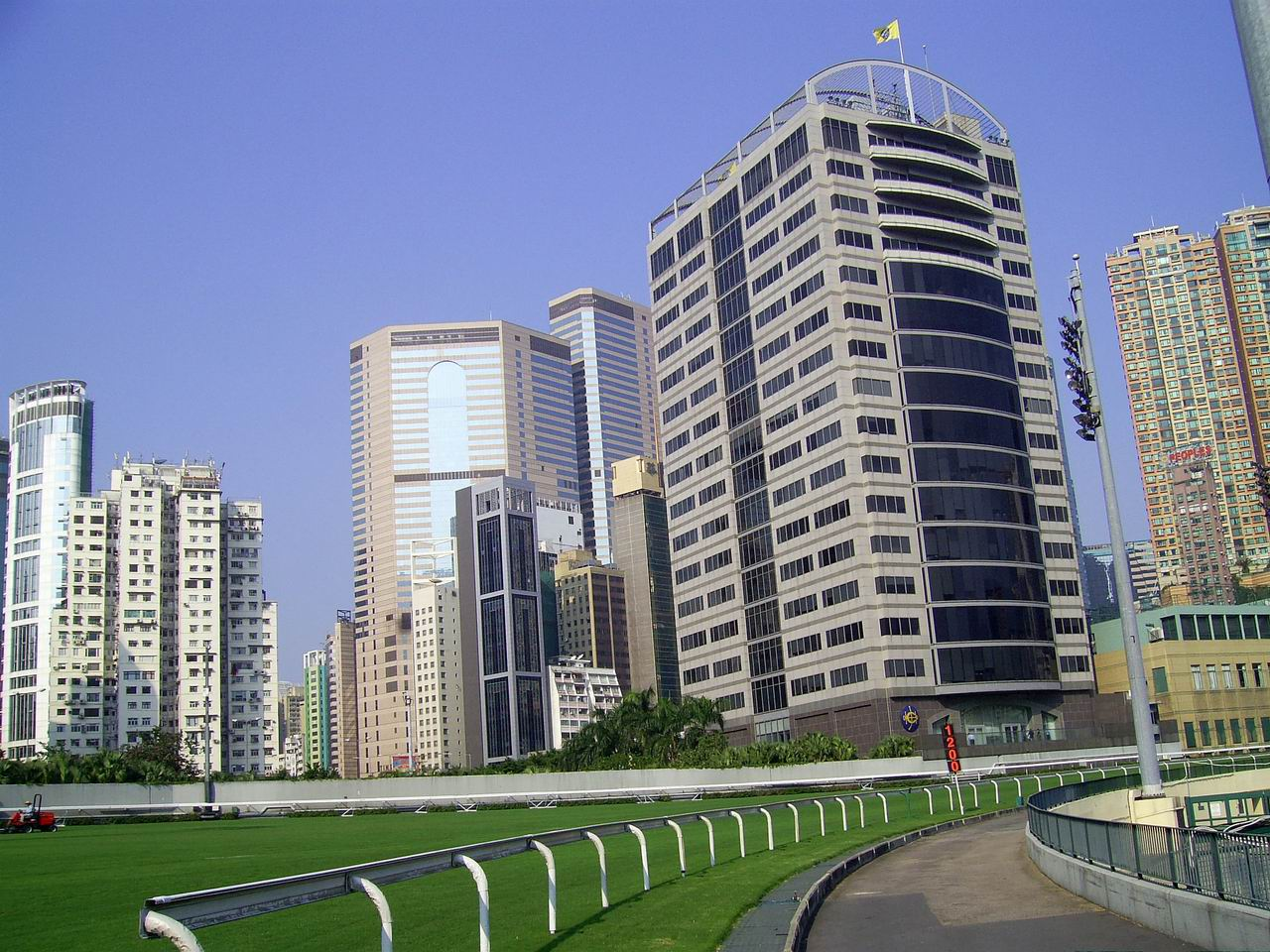
Ван-Чай

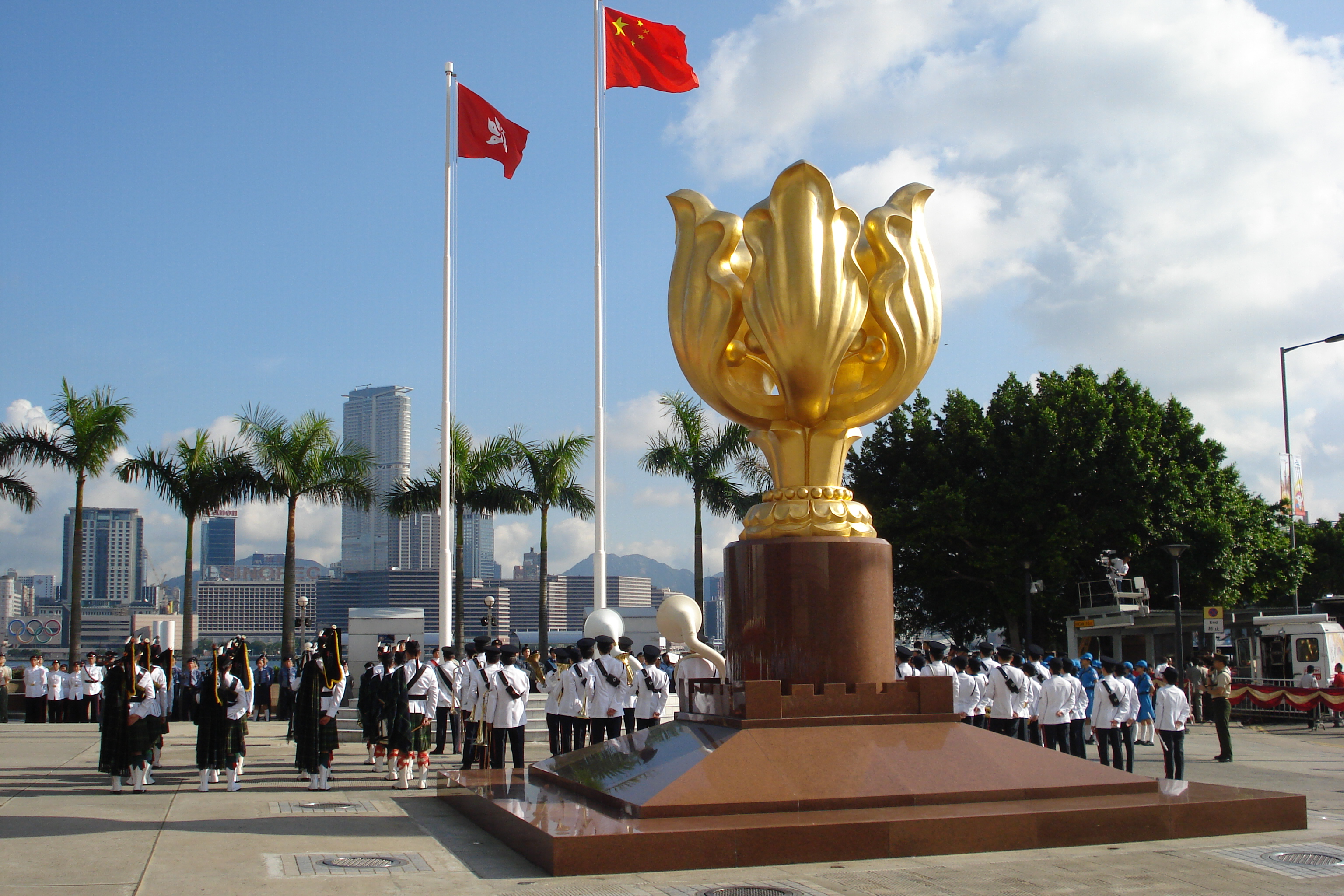
Ван-Чай

Ваньчай (иер. 灣仔, ютпх. Waan1zai2, кит.-рус. Ваньцзай), также Ван-Чай? (англ. Wan Chai) — один из 18 округов Гонконга. Расположен в центре северной части острова Гонконг. Включает в свой состав районы Ваньчай, Козуэй-Бей, Хэппи-Вэлли и Тайхан.

## История
В колониальный период Ван-Чай славился как «район красных фонарей» и важная торговая зона. Сегодня он известен как культурный, развлекательный и торговый центр Гонконга, привлекающий туристов множеством ресторанов и закусочных.

## Население
В 2006 году в округе проживало 155 тыс. человек (он является самым богатым округом Гонконга и единственным из округов, в котором нет государственных жилых комплексов).

### Религия
В округе расположены буддийский монастырь Тинг-Лин-Кок-Юэн, храмы Тхиньхау, Линьфакун, Хунсин, Пактай, сикхский храм Халса Диван, мечеть Масджид Аммар и исламский центр Осман Рамджу Садик.

## Экономика
В округе расположены Гонконгский центр съездов и выставок, Гонконгский выставочный центр, отели «Гранд Хаятт Гонконг», «Ренессанс Харбор Вью», «Новотель Сенчури Гонконг», «Космополитан», «Ригал», «Саут Пасифик», «Эмпайр», «Флеминг», «Метропарк».
В округе базируются штаб-квартиры корпораций «Sun Hung Kai Properties», «Noble Group», «China Resources», «Orient Overseas», «Chinese Estates», «Beijing Enterprises», «Sino-Forest», «Emperor Group», «Shui On Group», «Hopewell Holdings», «Great Eagle Holdings», «Chung Nam Group», «Anglo-Eastern Group», «Shimao Property Holdings», «Franshion Properties», Yuexiu Property, Honbridge Holdings, а также расположены офисы международных компаний «ExxonMobil», «Chevron», «Swiss Re», «Daimler», «Siemens», «Nvidia», «Sun Microsystems», «Zoomlion», «CB Richard Ellis», «Kroll Inc», «MassMutual», «Towers Watson», «CNBC Asia», «AFP», «The Economist».

### Торговля
В округе находится самая дорогая торговая улица в мире — Козуэй-Бей. Крупнейшие торговые центры округа — «Хоупвелл Сентр» и «QRE Plaza». Также большой популярностью у местных жителей и туристов пользуются рынок Ван-Чай, рынки на Тай Юэн Стрит и Грессон Стрит, продуктовые рынки на Спринг Гарден Лейн и Тай Во Стрит, магазины одежды на Джонстон Роуд и Луард Роуд, магазины игрушек на Тай Юэн Стрит, магазины мебели в китайском стиле на Квинс Роуд Ист.

## Транспорт
- Округ обслуживает линия MTR «Айленд»
- Тоннель «Кросс Харбор» связывает округ с Коулуном
- Паромный причал Ван-Чай
- В округе существует разветвленная сеть трамвайных и автобусных маршрутов

## Достопримечательности
- Площадь Голден Баухиниа
- Район «красных фонарей» на Локхарт Роуд
- Старое почтовое отделение Ван-Чай
- «Голубой» и «Зеленый» дома
- Особняк Кинг-Ин-Лей
- «Камень влюбленных»
- Водохранилище Вонг-Най-Чунг

### Крупнейшие здания
- Сентрал-плаза
- Хайклифф
- Мэньюлайф-плаза
- Саммит
- Хоупвелл-сентр
- Суньхункхай-центр
- Чайна-онлайн-сентр
- Конвеншн Плаза Оффис Тауэр
- Иммигрейшн-тауэр
- Ревеню-тауэр
- China Resources Building

### Музеи и галереи
- Архив и музей Гонконгского Джокей-клуба

### Парки
- Гонконгское кладбище
- Ли Чит Гарден

## Образование
- Гонконгская академия исполнительных искусств
- Кампус Гонконгского института профессионально-технического образования
- Колледж Ва-Ян
- Квинс колледж
- Колледж Сент-Френсис

## Здравоохранение
- Гонконгский санаторий и госпиталь
- Госпиталь Раттонджи
- Госпиталь Танг-Шиу-Кин
- Клиника Танг-Чи-Нгонг
- Стоматологический центр МакЛиос
- Ветеринарная клиника Ван-Чай

## Культура
- Гонконгский центр искусств
- Центральная библиотека Гонконга

## Спорт
- Ипподром Хэппи Вэлли
- Гонконгский стадион
- Стадион Королевы Елизаветы
- Спорткомплекс Саут Чайна
- Спорткомплекс Ван-Чай
- Спортцентр Саутхорн
- Бассейн Моррисон Хилл